# Yeol Eum Son
Yeol Eum Son (손열음) (Wonju, 2 mei 1986) is een Zuid-Koreaans klassiek pianiste. Op drie en een half jarige leeftijd begon ze met pianoles, en in 1997 won ze een prijs bij de International Tchaikovsky Competition for Young Musicians.
Ze soleerde met vele gerenommeerde orkesten.
In 2009 won ze de tweede prijs op het Van Cliburn Concours, en in 2011 de tweede prijs van het Tsjaikovski Concours. Hierdoor kwam ze in de belangstelling van Gjergjev, die haar enkele malen liet optreden op zijn festival in Rotterdam.